# Hallie Kate Eisenberg
Hallie Kate Eisenberg (East Brunswick, 2 agosto 1992) è un'attrice statunitense.

## Biografia
Hallie Kate Eisenberg nasce a East Brunswick in New Jersey, da Amy e Barry. Sua madre lavorava come clown mentre suo padre gestiva un ospedale ma successivamente cambiò lavoro e divenne un professore universitario. La sua è una famiglia di religione ebraica. Ha una sorella maggiore di nome Kerri e un fratello maggiore, Jesse, anche lui attore. Durante la sua carriera scolastica ha frequentato la Robert Frost Elementary School, la Hammarskjold Middle School, la Churchill Junior High School e la East Brunswick High School, in cui si è diplomata nel 2010. Attualmente sta frequentando la American University di Washington. Durante il liceo ha partecipato al programma Model United Nations della sua scuola e ha frequentato la National High School Model United Nations Conference di New York. Nel 2008 ha lavorato come membro del comitato SPECPOL e nel 2009 ha rappresentato la Malaysia nel comitato SOCHUM.

### Carriera
La carriera di Hallie inizia nel 1998, quando aveva appena sei anni, partecipando al film Paulie - Il pappagallo che parlava troppo nel ruolo di Marie, la piccola proprietaria del pappagallo del titolo. Dopo qualche apparizione in alcuni film TV, nel 1999 appare in altri due film importanti: Insider - Dietro la verità e L'uomo bicentenario in cui recita accanto a Robin Williams. Nel 2000 recita come co-protagonista insieme a Minnie Driver nel film Beautiful - Una vita da miss, che ha ricevuto recensioni generalmente negative. Sempre nello stesso anno ha recitato nel ruolo di Helen Keller nel remake per la televisione di Anna dei miracoli.
Dopo essere apparsa in due produzioni minori, nel 2004 ottiene il ruolo di Lucy McFadden in La scelta di Paula, remake del film del 1977 Goodbye amore mio!, in cui recita accanto a Jeff Daniels e Patricia Heaton. Nel 2006 appare nel film Come mangiare i vermi fritti, tratto dall'omonimo romanzo di Thomas Rockwell. Nel 2008 è apparsa in due film. È stata co-protagonista insieme a John Heard, Vincent Pastore e Robert Picardo nel film indipendente P.J., ed ha recitato nel ruolo di Ruthie in Wild Child. Nel 2010 è apparsa nel film Holy Rollers. La Eisenberg è famosa anche per essere stata la "Pepsi Girl" in una serie di pubblicità della Pepsi tra la fine degli anni novanta e l'inizio degli anni 2000.

## Filmografia

### Cinema
- Paulie - Il pappagallo che parlava troppo (Paulie), regia di John Roberts (1998)

- Me and Dad (A Little Inside), regia di Kara Harshbarger (1999)
- Insider - Dietro la verità (The Insider), regia di Michael Mann (1999)
- L'uomo bicentenario (Bicentennial Man), regia di Chris Columbus (1999)
- Beautiful - Una vita da miss (Beautiful), regia di Sally Field (2000)
- Jesus, Mary and Joey, regia di James Quattrochi (2005)
- Come mangiare i vermi fritti (How to Eat Fried Worms), regia di Bob Dolman (2006)
- P.J., regia di Russ Emanuel (2008)
- Wild Child, regia di Nick Moore (2008)
- Holy Rollers, regia di Kevin Asch (2010)

### Televisione
- Il dono di Nicholas (Nicholas' Gift), regia di Robert Markowitz – film TV (1998)
- Blue Moon, regia di Ron Lagomarsino – film TV (1999)
- Swing Vote, regia di David Anspaugh – film TV (1999)
- Il miracolo di Annie (The Miracle Worker), regia di Nadia Tass – film TV (2000)
- Get Real – serie TV, episodio 1x15 (2000)
- Disneyland (The Wonderful World of Disney) – serie TV, episodio 4x4 (2000)
- Stage on Screen: The Women, regia di Jay Sandrich – film TV (2002)
- Presidio Med – serie TV, episodio 1x10 (2003)
- La scelta di Paula (The Goodbye Girl), regia di Richard Benjamin – film TV (2004)